# Trilaccodea
Trilaccodea là một chi bọ cánh cứng trong họ Chrysomelidae.
Chi này được miêu tả khoa học năm 1902 bởi Spaeth.

## Các loài
Các loài trong chi này gồm:
- Trilaccodea ecuadorica Borowiec, 2007
- Trilaccodea langei Spaeth, 1902
- Trilaccodea meridionalis Borowiec, 2004